# 伊拉克與大規模殺傷性武器
伊拉克與大規模殺傷性武器指伊拉克在1962年到1991年間積極研發並採用大規模殺傷性武器。第五任伊拉克總統薩達姆·海珊在1980年代的兩伊戰爭時期因為採用伊拉克化學武器計畫攻擊伊朗與庫德族平民而受到國際譴責，當時薩達姆·海珊同時啟動了生物武器計畫與核子武器計畫，但最終只有產出化學武器，並未生產生物及核子武器。
在1990到1991年的波斯灣戰爭中聯合國特別委員會與伊拉克政府搜尋並且摧毀了大量伊拉克化學武器、相關設備與原料，最終並迫使伊拉克終止化學武器、生物武器與核子武器。
2000年早期美國總統喬治·沃克·布希與英國首相東尼·布萊爾主張伊拉克總統薩達姆·海珊仍然持續製造並儲存大規模殺傷性武器，聯合國在2002年11月到2003年3月間嘗試解決未完成解除武裝的大規模殺傷性武器，直到聯合國安全理事會第1441號決議要求伊拉克立即配合聯合國與國際原子能總署檢驗解除大規模殺傷性武器後不久，聯軍進攻伊拉克。美國主張伊拉克違反聯合國安全理事會第1441號決議，但是在缺乏證據無法說服聯合國安理會的情況下，就逕行出兵進軍伊拉克。美國總統喬治·沃克·布希主張和平手段無法解決伊拉克大規模殺傷性武器，並發起伊拉克戰爭。
在伊拉克戰爭後美國領導的調查發現伊拉克早已停止研发和制造核、化学、生物大規模殺傷性武器，并关闭了设施和销毁了高危材料。对于核、生物武器的指控未找到证据；对于化学武器，伊拉克早已停止研发和生产，並已销毁了大部分庫存，自2004年至2011年只发现了约5000件已被废弃的化学武器弹，为1991年前从欧美进口的产品。
伊拉克在1931年簽署日內瓦議定書，1969年簽署核武禁擴條約，1972年簽署禁止生物武器公約，但直到1991年6月11日才正式批准落實。直到2009年一月伊拉克簽署並落實禁止化學武器公約。

## 大眾媒體
一份2005年研究發布調查美國與澳大利亞民眾，關於一般大眾對於2003年伊拉克戰爭中，聯軍究竟是否有找到伊拉克大規模殺傷性武器的調查結果如下：
| 媒體來源                          | 相信伊拉克有大規模殺傷性武器的比例 |
| 福斯新聞頻道                      | 33%                                |
| CBS新聞                           | 23%                                |
| 國家廣播公司                      | 20%                                |
| 有線電視新聞網                    | 20%                                |
| 美國廣播公司                      | 19%                                |
| Print media                       | 17%                                |
| 公共廣播電視公司–全國公共廣播電台 | 11%                                |

基於2003年6月到9月採取的一系列調查結果。

## 外部連結
- http://www.historytoday.com/richard-sanders/what-did-happen-saddam%E2%80%99s-wmd （页面存档备份，存于）

- Congressional Research Service (CRS) Reports regarding Iraq （页面存档备份，存于）
- WMD theories and conspiracies （页面存档备份，存于） Prospect magazine
- LookSmart - Iraq WMD Controversy directory category
- Washington Post article by Arthur Keller a former CIA case worker who worked on trying to find WMDs in Iraq （页面存档备份，存于）
- Richard S. Tracey, Trapped by a Mindset: The Iraq WMD Intelligence Failure, 23 January 2007, Air & Space Power Journal.
- Teaser of upcoming documentary film Land of Confusion （页面存档备份，存于） featuring Pennsylvania Army National Guard Soldiers assigned to the Iraq Survey Group in 2004-05.
- Annotated bibliography for the Iraqi nuclear weapons program from the Alsos Digital Library for Nuclear Issues